# Crataegus mexicana
Crataegus mexicana là loài thực vật có hoa trong họ Hoa hồng. Loài này được Moc. & Sessé ex DC. mô tả khoa học đầu tiên năm 1825.

## Hình ảnh

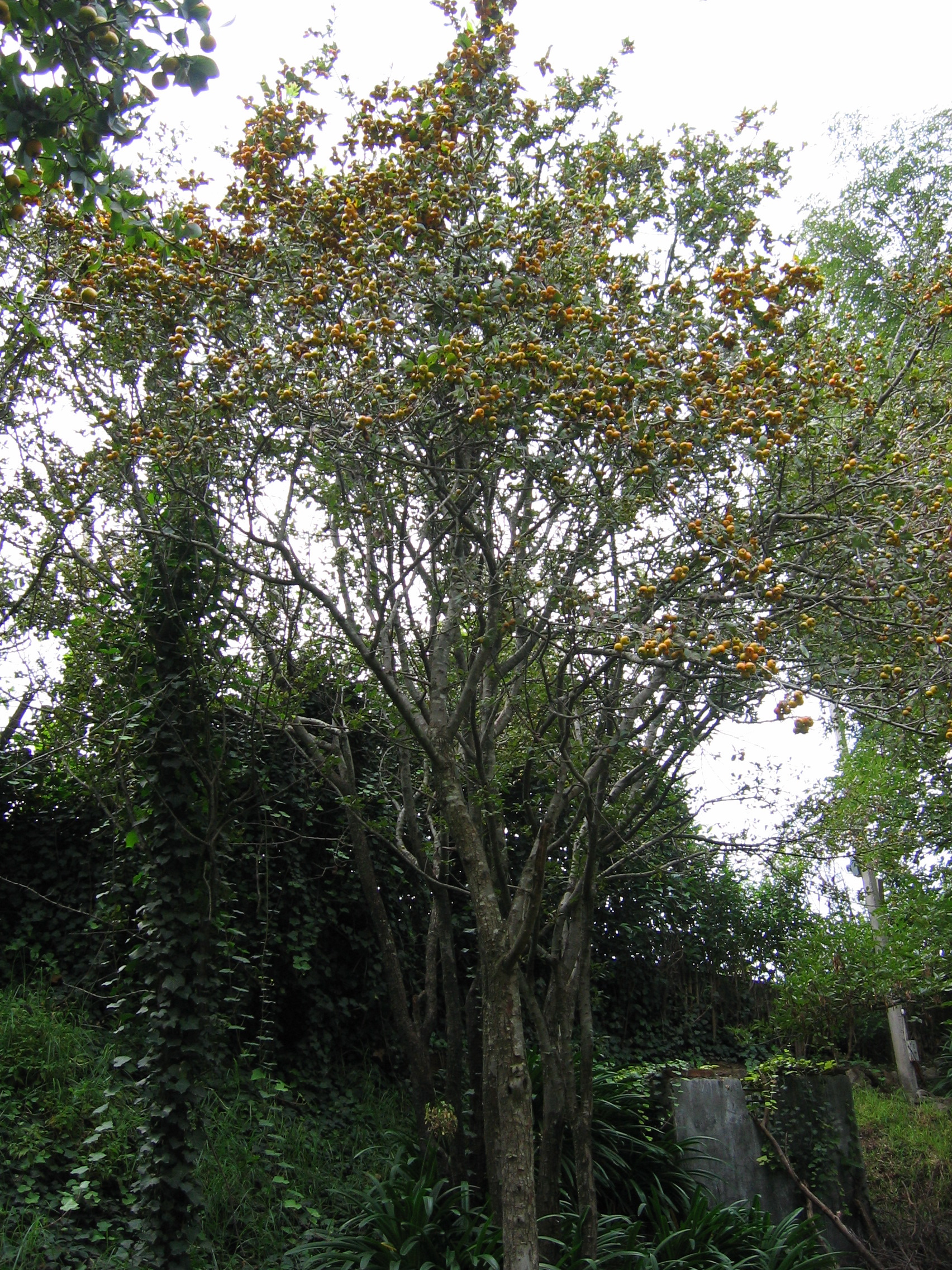
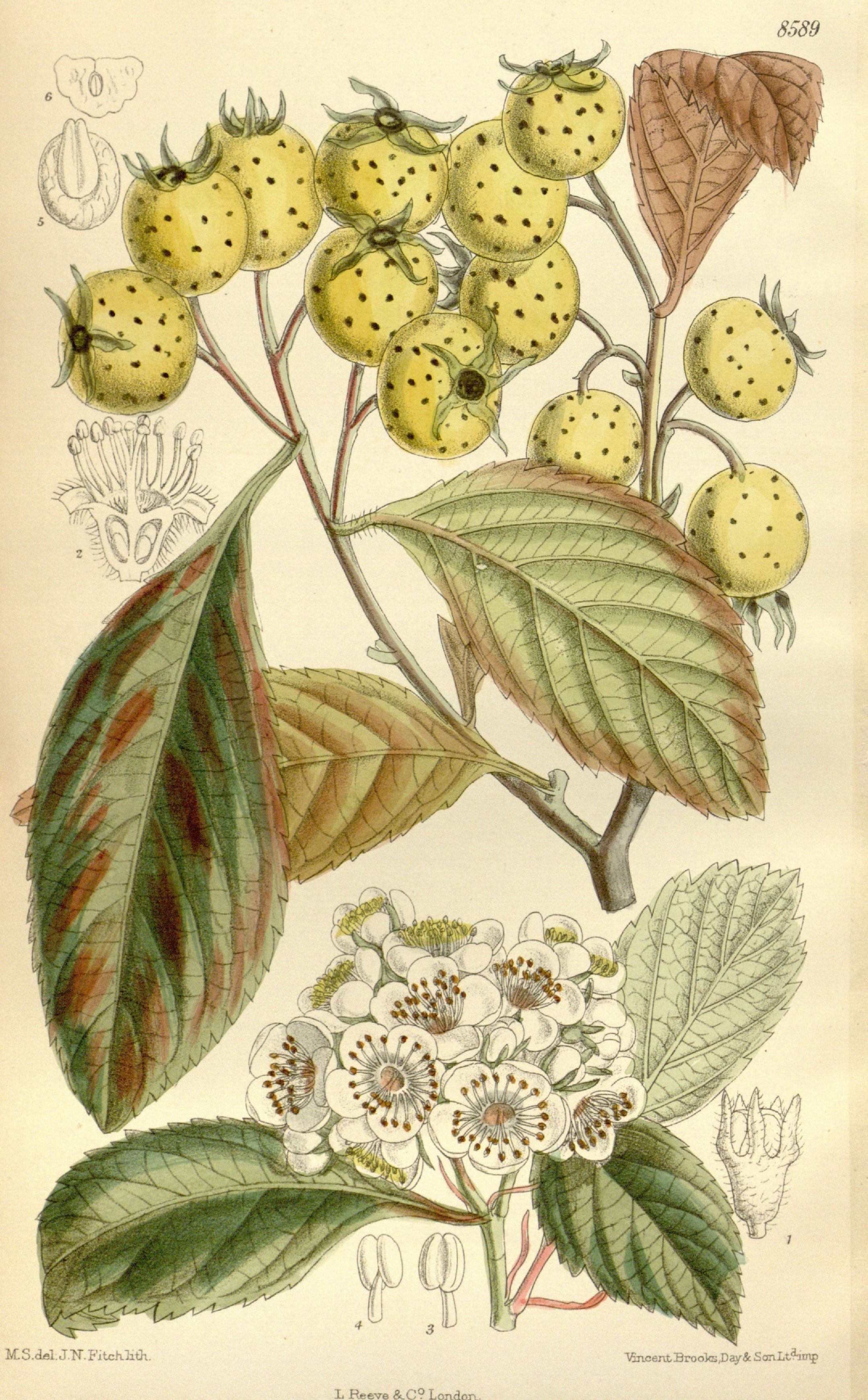